# 張登桂

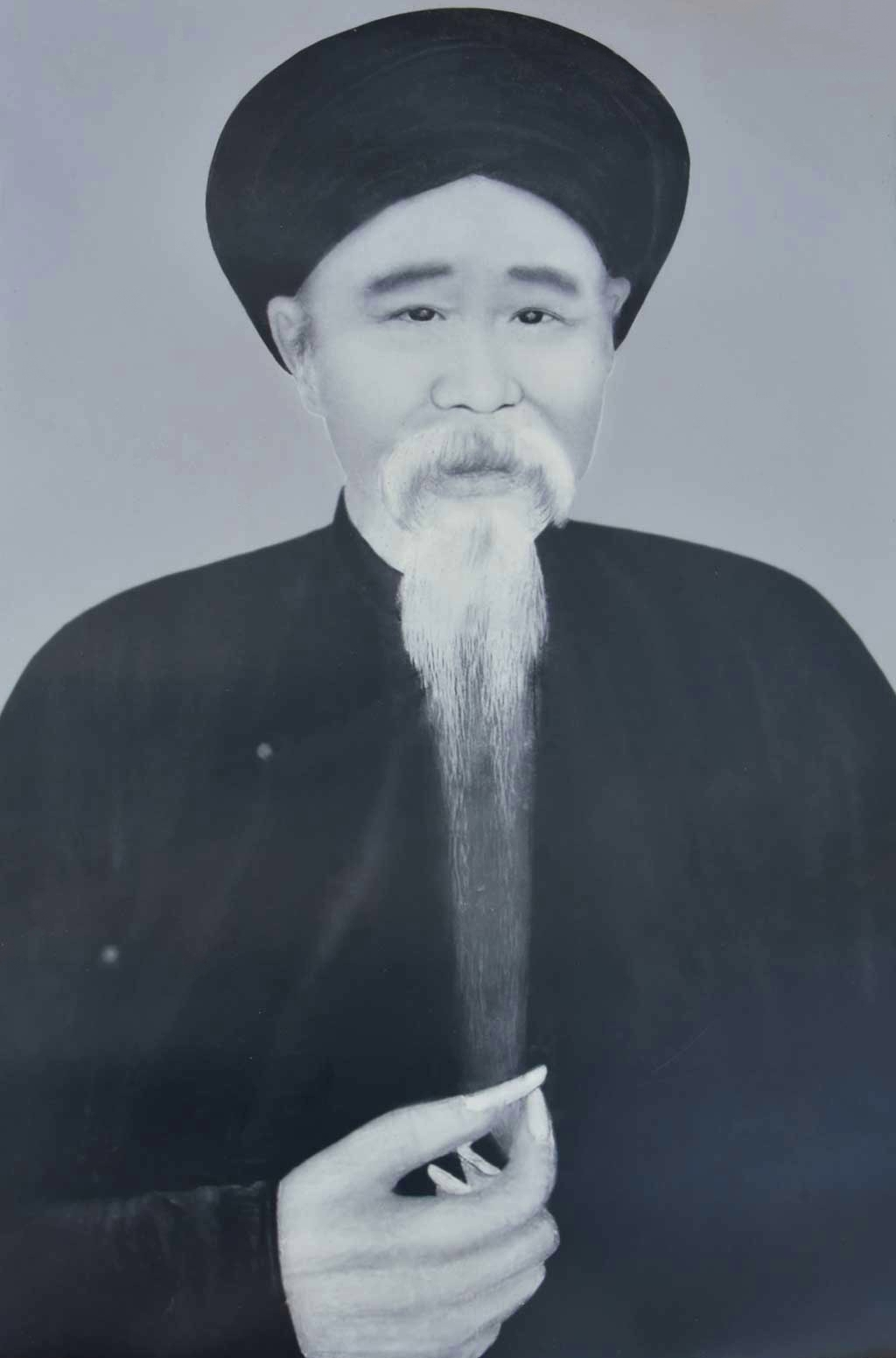
張登桂肖像

張登桂（越南语：／，1793年—1865年），字延芳（越南语：／），號端齋（越南语：／），別號廣溪（越南语：／），越南阮朝大臣、詩人。他歷仕明命、紹治、嗣德三朝，為紹治帝、從善王阮福綿審和綏理王阮福綿寊的老師。

## 身世
張登桂祖籍河靜省河清府石河縣。後黎朝永祚五年（1623年），遠祖張登長遷居阮主控制下的廣義府平山縣。從張登長開始，子孫多在阮主政權中任職。西山起義爆發後，廣義府成為西山朝領土。張登桂的父親張登樸受西山朝中親友舉薦，先後擔任慕華知縣和和義知府。嘉隆元年（1802年），阮福映復國後，張登樸繼續擔任廣義知府。

## 生平
西山景盛元年（1793年），張登桂出生。嘉隆十八年（1819年），張登桂參加鄉試，考中直隸場舉人，是廣義歷史上第一個舉人。
明命元年（1820年），張登桂初授禮部行走，從此踏上仕途。後升任編修。因為學識淵博，被任命為皇子直學，不久又擢升侍讀，教導明命帝的年長皇子阮福綿宗、阮福綿定、阮福綿宜、阮福綿宏、阮福綿安等人。後升任尚寶少卿，管理文書房事務。明命十一年（1830年），任工部侍郎，充辦閣務。又改禮部，充任各省教職主考。明命十二年（1831年），擢戶部參知，兼管武庫，不久升兵部尚書，兼都察院印篆，充機密院大臣。
明命十四年（1833年），黎文𠐤在南圻藩安省發動叛亂，農文雲則在北圻高平省發動叛亂。張登桂為鎮壓叛亂，日夜籌畫。明命十六年（1835年），叛亂被撲滅，張登桂因功加太子少保銜，並成為會試的主考。明命十六年（1835年），任南圻經略大臣，整頓田土，修繕各省地簿，並大力鎮壓各地盜賊。張登桂回朝復命時，明命帝賜張登桂一對金魚形，寓意兩人君臣和諧，猶如魚水相得。不久，張登桂擢升協辦大學士，仍領兵部尚書充機密院大臣。
明命十七年（1836年），清華省有土匪滋擾地方，張登桂任经略大臣前往鎮壓土匪。匪患平息後，張登桂又建議在當地增設常春州，改定區劃，方便管治。明命十九年（1838年），張登桂兼管國子監，充會試場主考，又充殿前讀卷。明命二十年（1839年），因擔任南圻經略大臣期間勘察田地，增設關津，朝廷增加了三倍財稅收入為由，晉封綏盛男（越南语：／），並兼管禮部印篆。
明命二十一年（1840年），張登桂董理孝山萬年吉局，與裴公宣一起，負責設計明命帝陵寢孝陵。十二月，明命帝逝世時，令張登桂為輔政大臣，輔佐紹治帝。紹治帝繼位後，升張登桂為署文明殿大學士，加太保銜，領兵部尚書，充機密院大臣。紹治元年（1841年），紹治帝和張登桂討論鎮西城存廢，張登桂認為一旦棄守鎮西城，就不能保全河僊省，所以不能棄守。如今停止在鎮西城用兵是一件難事，只能慢慢料理，不能操之過急。同年（1841年）大計，紹治帝准張登桂實授文明殿大學士，並兼充國史館總裁，負責編纂《大南實錄》。
紹治二年（1842年），紹治帝北上河內，接受清朝冊封。張登桂充御前大臣。紹治帝回到順化後，晉封張登桂為綏盛子（越南语：／），同時賞賜一枚垂纓攀龍附鳳一項金錢、三十兩銀子和一個御用大金剛玉幫指。紹治四年（1844年），張登桂因病請假，紹治帝每天遣使者前往張登桂住處慰問，並賞賜藥方藥材。同年（1844年）八月，蔭授張登桂長子張登柱為翰林院承旨，張登桂上疏請辭蔭授，紹治帝不許。張登桂於是請求錄用河仙鎮都督鄚天賜後代，彰顯鄚氏開闢河仙的功勞。這一建議被紹治帝採納。
紹治六年（1846年），張登桂再次生病，紹治帝派黃濟美前往探問，要張登桂在家安心養病，不要勉強自己辦理公務。不久又以張登桂長子張登柱尚皇四女安美公主。紹治七年（1847年）六月，張登桂晉封綏盛伯（越南语：／），並獲賜“顧命良臣”玉牌一塊。不久又充任總裁，編纂欽修《紹治文規》。同年（1847年）九月，紹治帝去世，遺詔命福綏公阮福洪任繼位，以張登桂、武文解、阮知方、林維浹等人充輔政大臣。
嗣德元年（1848年），嗣德帝擢升張登桂為勤政殿大學士，晉封綏盛郡公（越南语：／）。同年（1848年）八月，西洋商船運來價值161267盾銀子的貨物，張登桂連同六部尚書上疏反對朝廷出資購買該批物資。他認為，“今以有限之農功，易無窮之遠貨，歲歲不知幾萬”，將使百姓陷入饑寒交迫的地步。嗣德帝對此大為讚賞，賞賜張登桂一枚大項飛龍金錢。嗣德三年（1850年）大計，嗣德帝嘉賞張登桂一面“三朝碩輔”金磬。不久，張登桂上疏乞休，嗣德帝慰留不許。嗣德五年（1852年），張登桂與武文解等人上疏請求解除輔政大臣一職，嗣德帝不許。同年冬天，張登桂等人再次請求解除輔政大臣一職，方獲准許。
嗣德八年（1855年），張登桂再次以年老請求致事，嗣德帝再次不許。不久張登桂再上疏，請求解除兵部尚書和兼管欽天監兩個職務，只留國史館總裁，負責欽修《大南實錄》，並充經筵講官和機密院大臣，給當嗣德帝老師和顧問。嗣德帝也不許。嗣德十三年（1860年）九月，張登桂再請求致事，認為法國入侵南圻三年，自己身為兵部尚書，對擊退侵略者一籌莫展，不能再在朝中任職。嗣德帝要求張登桂繼續留任，但普通事務不再由張登桂處理，重大事務則必須先報告給張登桂，詢問張登桂的意見。嗣德十五年（1862年），張登桂再請致事，嗣德帝依然慰留，但准許解除兵部職責。張登桂再次上疏，請求將自己降為尚書銜，褫奪郡公爵位，仍以伯爵身份留在京中擔任顧問。嗣德帝不許。張登桂又請求只領一半俸祿，嗣德帝勉強答應。同年（1862年）十一月，張登桂七十大壽，嗣德帝賞賜御製詩一首，同時賞賜大量器物。
嗣德十八年（1865年）二月，張登桂病逝，壽七十二歲。嗣德帝輟朝三日，追贈他為太師，賜諡文良。嗣德二十八年（1875年），附祀於世廟第七案。

## 著作
張登桂有《廣溪文集》傳世。

## 家庭

### 妻妾
張登桂有二妻四妾：
- 先室裴氏香
- 正室一品夫人尊女氏玉梨，福隆公阮福昇之女
- 如夫人阮氏特
- 如夫人陳氏德
- 如夫人吳氏得
- 如夫人黎氏杏

### 子女
張登桂共有十二子九女：
- 張登弘，早卒
- 張光柱，裴夫人生，駙馬都尉，襲封綏盛侯，尚安美公主阮玉徽柔
- 張光憻，一品夫人生，任輔政大臣
- 張文悌，一品夫人生，任兵部左參知
- 張光恬，一品夫人生
- 張登懏，早卒
- 张光愉，一品夫人生，任翰林院編修，商辦廣義省務
- 张光悦，黎氏杏生，任翰林院供奉
- 张登惧，早卒
- 张登惇，早卒
- 张登愫，早卒
- 张登憪，早卒
- 張氏恩，裴夫人生，嫁按察使阮調
- 張氏恕，裴夫人生，嫁從善王阮福綿審
- 張氏清，阮氏特生，嫁郎中尊室謙
- 張氏粧，一品夫人生，早卒
- 張氏點，一品夫人生，早卒
- 張氏盤，阮氏特生，嫁廣寧郡王阮福綿宓，後改嫁戶部尚書黃文選
- 張氏禹，陈氏德生，嫁協管鄧德萃
- 張氏延，嫁延年社人百戶潘某
- 張氏嫻，早卒

## 影視形象
| 演員   | 年份   | 影視作品 | 備註  |
| 黄建安 | 2019年 | 《鳳扣》 | [ 3 ] |